# Stidham (Oklahoma)
Stidham es un pueblo ubicado en el condado de McIntosh en el estado estadounidense de Oklahoma. En el año 2010 tenía una población de 18 habitantes y una densidad poblacional de 180 personas por km².

## Geografía
Stidham se encuentra ubicado en las coordenadas 35°22′8″N 95°42′3″O / 35.36889, -95.70083 (35.368905, -95.700720).

## Demografía
Según la Oficina del Censo en 2000 los ingresos medios por hogar en la localidad eran de $22,708 y los ingresos medios por familia eran $23,333. Los hombres tenían unos ingresos medios de $23,750 frente a los $13,750 para las mujeres. La renta per cápita para la localidad era de $3,764. Alrededor del 10.7% de la población estaban por debajo del umbral de pobreza.